# Ingerana charlesdarwini
Ingerana charlesdarwini е вид земноводно от семейство Водни жаби (Ranidae). Видът е критично застрашен от изчезване.

## Разпространение
Разпространен е в Индия.